# Daeboreum

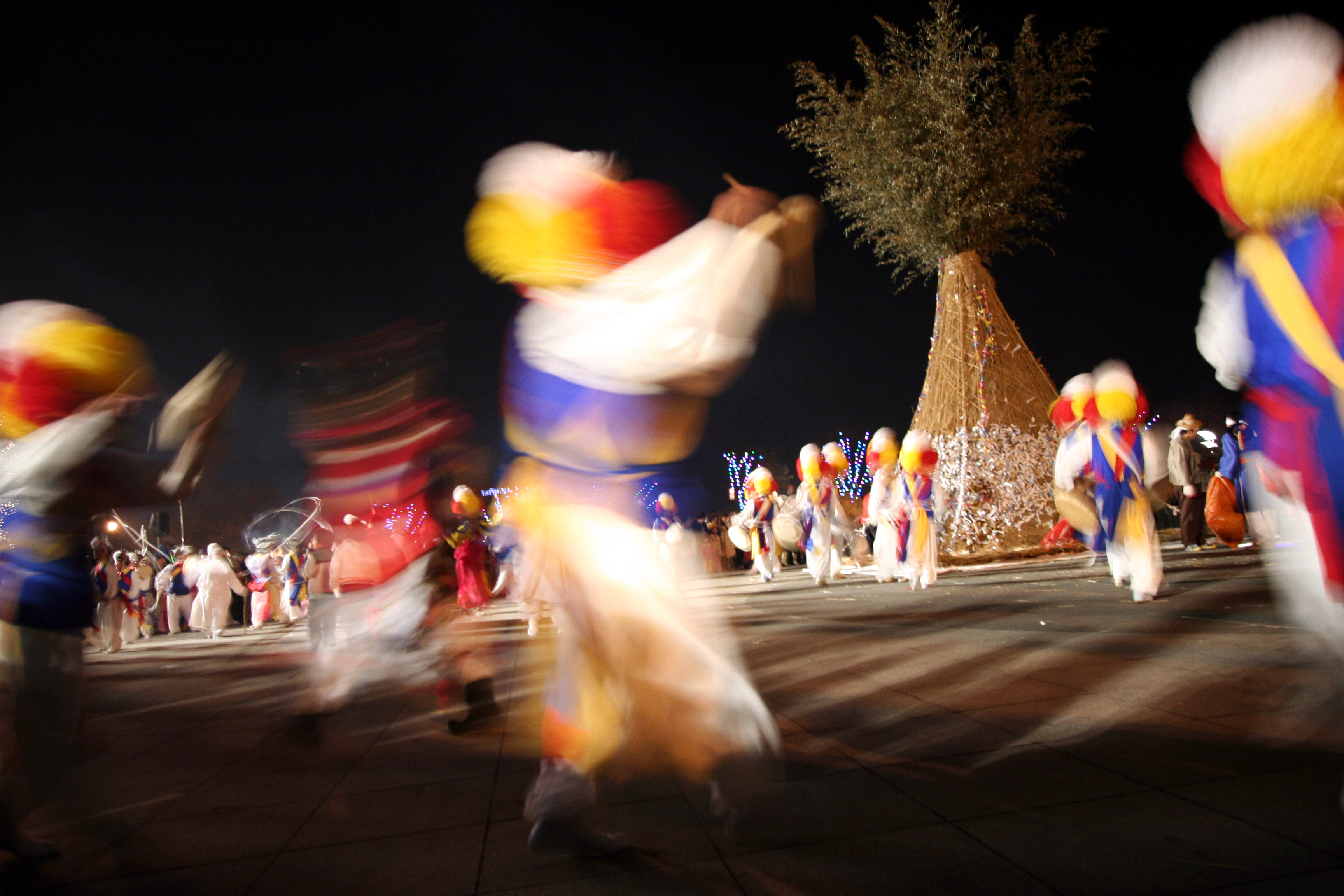
El juego de quemar paja de arroz y bailar alrededor de paja. En este caso, se llama "Daljip" (la casa lunar).

Daeboreum o Jeongwol Daeboreum (literalmente "Gran luna llena") es una fiesta coreana que celebra la primera luna llena del año nuevo. Esta fiesta está acompañada de muchas tradiciones.
En Asia oriental, se considera tradicionalmente a la luna como deidad de la mujer, representando diosa, también la tierra es deidad femenina tal cual ocurre con Deméter de la mitología romana que protege la agricultura, nutricia pura de la 
tierra verde y joven, y de un modo semejante a la Pachamama (Madre Tierra) de los pueblos andinos indoamericanos.
Como antiguamente predominaba (al menos desde el Neolítico) una comunidad agrícola en Corea, se consideraba Daeboreum una celebración ritual especial y muy importante. Sin embargo había diferencias entre las regiones, ya que unas practicaron los rituales ancestrales antes o después de medianoche del día Daeboreum.

## Etimología
Daeboreum literalmente significa gran lunación. Tiene varios nombres como Sangwon (상원) u  Ogi-il (오기일). Se consideraba el día que comienza la agricultura para celebrar un ritual con el fin de obtener una buena cosecha.
En Corea, lo se llama también como Jeongwol Daeborum porque Jeongwol  significa un primer mes del calendario lunar. Como es primer mes del calendario, se consideraba un gran festival entre los coreanos.

## Tradición
Una costumbre familiar tradicional que se realiza durante el Daeboreum es la de morder nueces o frutos semejantes a los  cacahuetes, piñones,  con uno de los dientes. Se cree que esta práctica ayudará a mantener los dientes sanos durante todo el año.

En el campo, la gente sube montañas, desafiando el frío, tratando de observar la primera salida de la luna. Se dice que la primera persona que ve la salida de la luna tendrá buena suerte durante todo el año .
En el Daeboreum se realizan muchas costumbres de la comunidad, de la familia y también entre los amigos. Se suele decir la frase: «Recibe mi calor» a alguien para darle calor (energía, buena suerte) en el año. En este caso, significa que alguien va a ganar calor este año merced a mí. Además, había la costumbre de velar toda la noche porque se dice que se vuelven blancas la cejas (signo de vejez) si en esa festividad se duerme. Para bromear con quienes no pudieron mantenerse se despiertos y se durmieron, se le pintan su cejas con color blanco.

## Comida
Para el desayuno en Daeboreum, se sirve Ogokbap (en Hangul: 오곡밥) que es una comida de cinco "granos" consistentes en arroz, mijo, mijo indio, frijoles y frijoles rojos (la palabra coreana gok significa granos y frijoles ). Esto se consume con diversas hierbas secas. 
Otro tipo de los alimentos especiales del Daeboreum es el yaksik (약식 / 藥食). El yaksik está hecho de arroz glutinoso (no confundir con el seitán) , castañas, piñones, miel, salsa y aceite de sésamo. También hay potable para Daeboreum.

## Galería

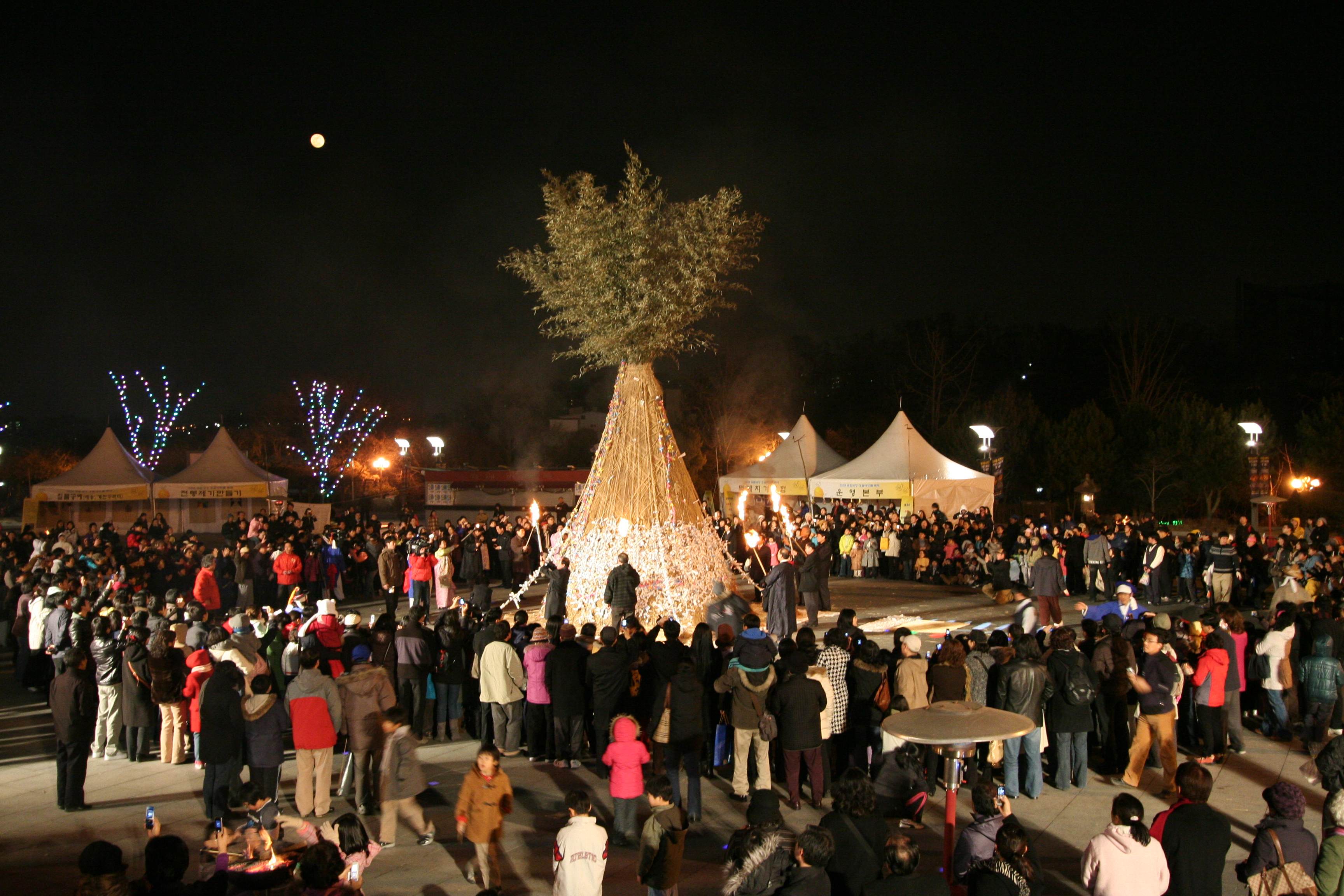
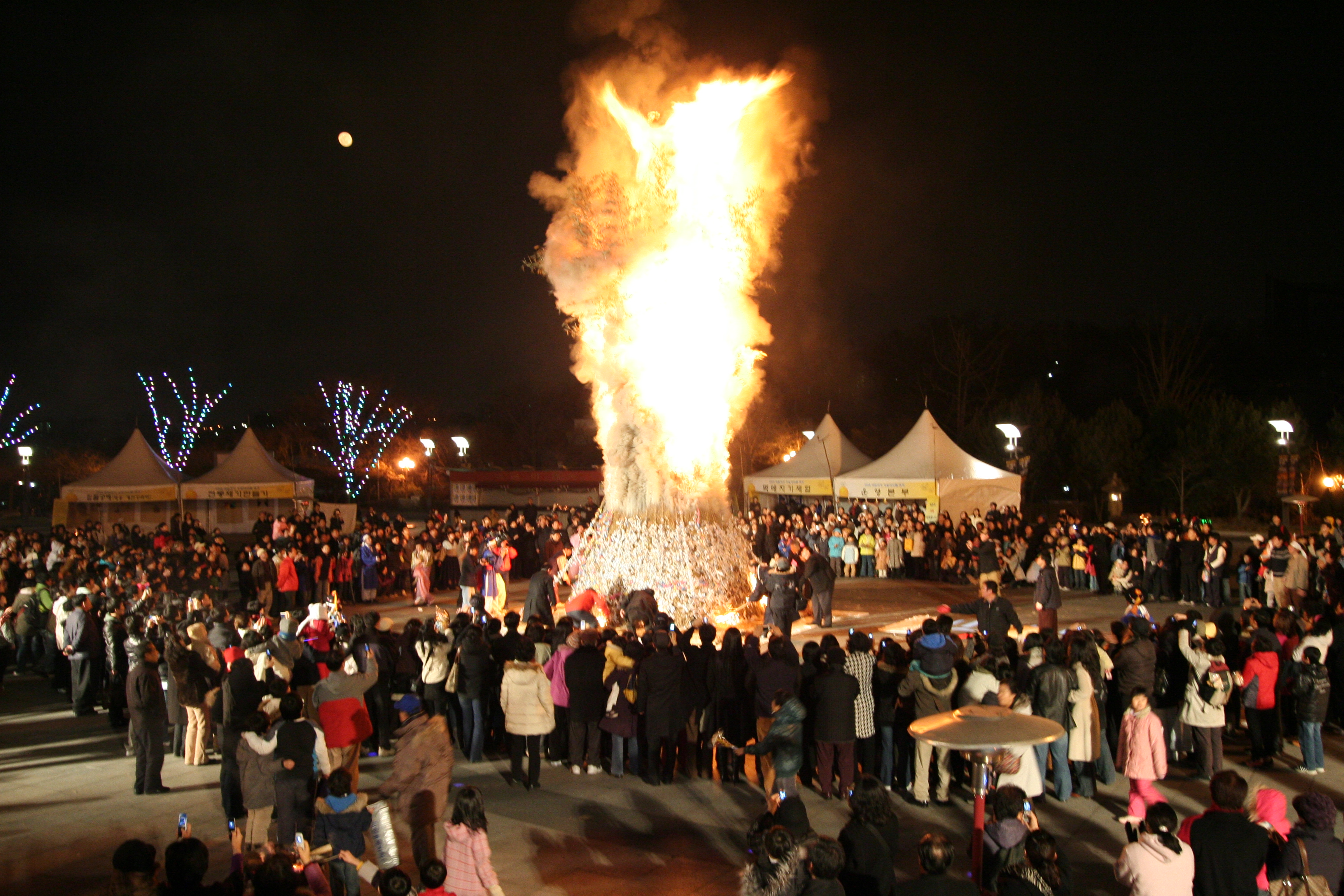
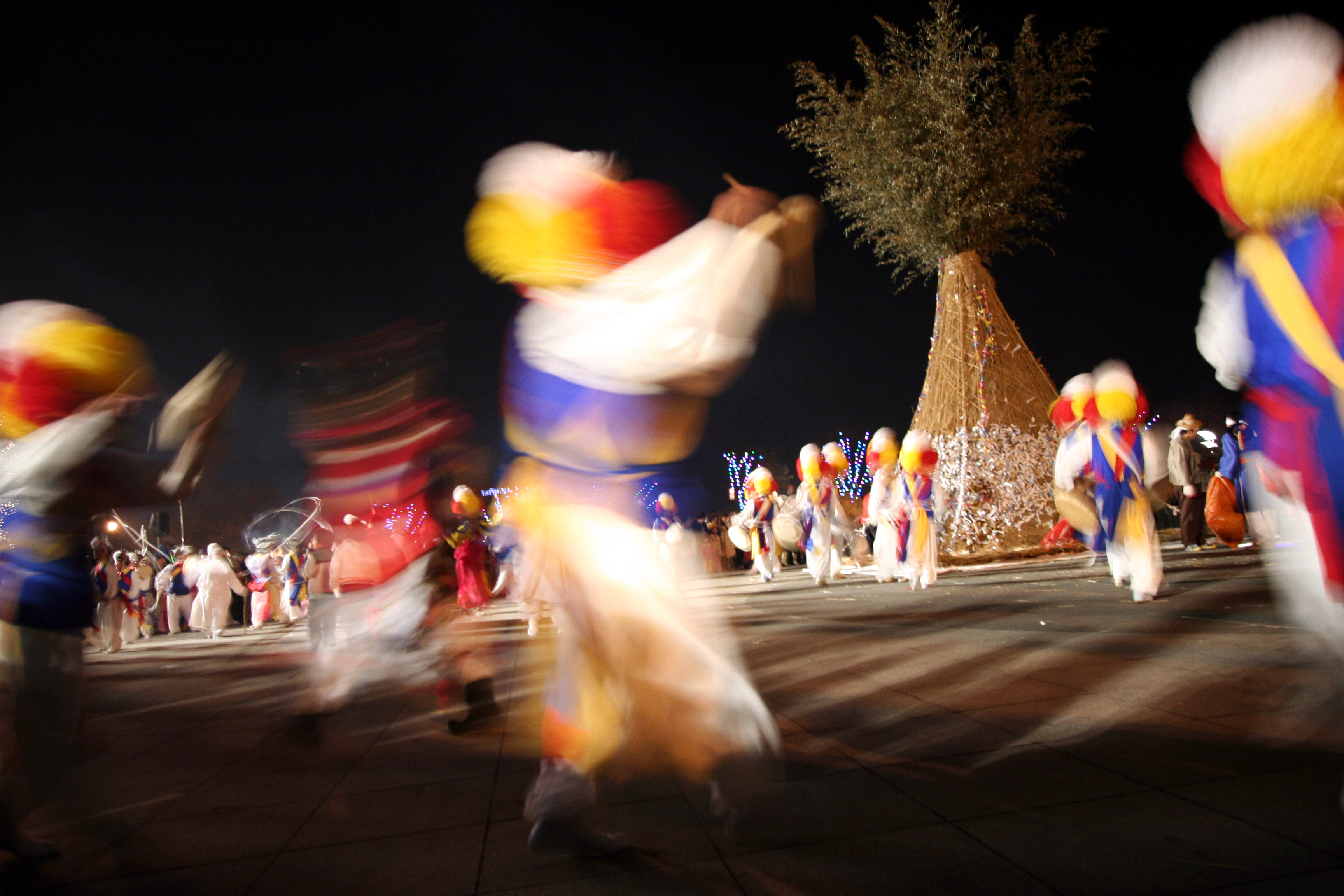
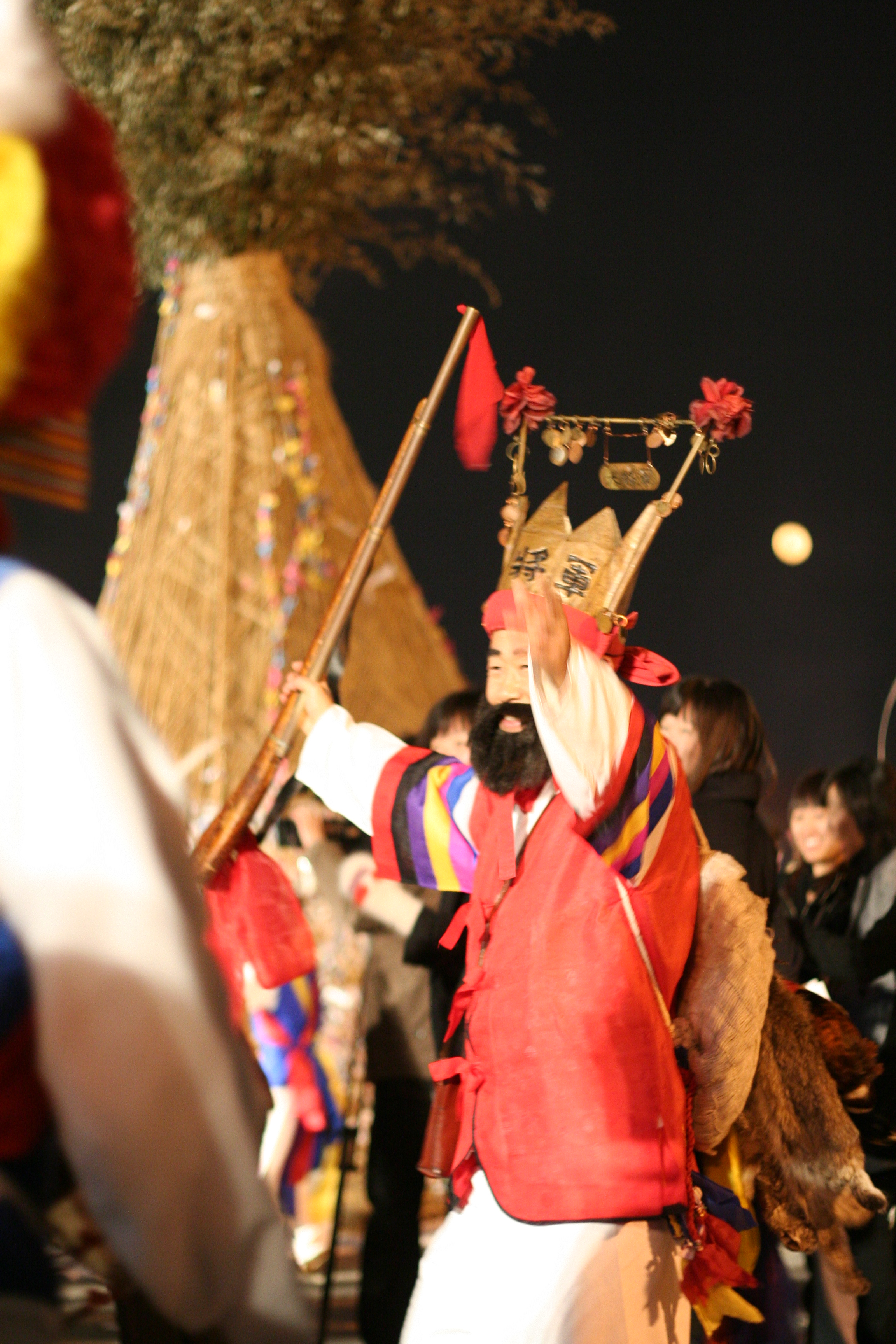